# Saison 1996-1997 du Racing Club de Lens
Chronologie
Saison précédente Saison suivante
La saison 1996-1997 du Racing Club de Lens, sixième consécutive du club en première division, a vu l'équipe terminer treizième du Championnat de France, sa plus mauvaise place depuis la remontée du club en 1991.
Slavo Muslin, devenu entraîneur du club en juillet 1996, est remplacé en mars 1997 par Roger Lemerre, les performances du club en championnat ne le mettant pas à l'abri d'une relégation. Le RC Lens parvient à se maintenir en fin d'année. Parallèlement à son parcours en championnat, le club atteint les quarts de finale de la Coupe de la Ligue, les seizièmes de finale de la Coupe de France et les trente-deuxièmes de finale de la Coupe UEFA.

## Avant-saison

### Transferts
Plusieurs joueurs arrivent au club au début de la saison. Jean-Claude Nadon vient ainsi renforcer le poste de gardien de but que ne peut occuper en début de saison Guillaume Warmuz en raison d'une rupture à un ligament croisé en fin de saison 1995-1996. Vladimír Šmicer arrive du Slavia Prague après avoir été repéré lors du huitième de finale de Coupe UEFA perdu par Lens contre le club tchèque, David Régis du RC Strasbourg et Sacha Rytchkov du Standard de Liège. Philippe Brunel et Sébastien Dallet reviennent de leurs prêts respectifs à Gueugnon et Guingamp tandis que Christophe Marichez et Yoann Lachor intègrent le groupe professionnel. Enfin Slavo Muslin arrive au poste d'entraîneur pour remplacer Patrice Bergues, qui rejoint la direction technique nationale,. Du côté des départs de joueurs, Pierre Laigle, devenu international français dans la saison précédente, quitte son club formateur pour l'Italie et la Sampdoria pendant que Roger Boli rejoint Le Havre AC,. Pegguy Arphexad fait le chemin inverse de Nadon et s'engage à Lille, Wilson Oruma est prêté à l'AS Nancy-Lorraine.

### Préparation d'avant-saison et objectifs
Pour cette saison, le président Gervais Martel annonce viser une qualification en coupe d'Europe, ce qui serait la troisième consécutive pour les Lensois.

## Compétitions

### Championnat
La saison de championnat de division 1 1996-1997 a lieu du 9 août 1996 au 24 mai 1997. C'est la 59e édition du championnat de France de football et elle oppose 18 clubs au cours de 34 rencontres. C'est la 44e participation du Racing Club de Lens à cette compétition, cette saison étant la 6e consécutive. Le vainqueur de ce championnat sera qualifié pour la phase de groupe de la Ligue des Champions la saison suivante, le deuxième passera par le 2e tour préliminaire. Les trois clubs qui suivent joueront la Coupe de l'UEFA. Les quatre suivants sont qualifiés pour la Coupe Intertoto 1997.

#### Déroulement de la saison
Le championnat commence pour le Racing Club de Lens par un déplacement au stade Michel-d'Ornano de Caen pour y affronter le SM Caen puis une réception à domicile de l'AS Nancy-Lorraine. Ces matchs se soldent par deux victoires qui permettent à Lens de prendre les commandes du championnat. Cette place de leader se confirme par des succès à Nantes puis à domicile contre Montpellier. Lors de la cinquième journée, le RC Lens est battu 5 à 1 par l'AS Monaco et passe alors deuxième du championnat à un point du Paris Saint-Germain,. Sept matchs suivent alors sans victoire et Lens se retrouve alors quatorzième du classement. À ce moment de la saison, le club doit faire face aux blessures de joueurs majeurs de l'équipe, tels que Guillaume Warmuz, Jean-Guy Wallemme ou Tony Vairelles,. Le RC Lens remporte ensuite trois matchs d'affilée, remontant alors en quatrième position, avant de conclure les matchs aller par quatre nouvelles défaites. À mi-championnat, Lens est quatorzième avec 24 points.
Le mercato voit le retour au club de Philippe Vercruysse, et la suspension de Sacha Rytchkov à la suite d'un contrôle antidopage positif au cannabis après un match de championnat disputé en novembre contre le RC Strasbourg. À la suite d'une nouvelle série de mauvais résultats en championnat, Frédéric Meyrieu est renvoyé du club lensois en début d'année 1997 pour « rendement insuffisant » et le club doit se concentrer sur son maintien. Début mars 1997, après une nouvelle défaite à domicile contre Le Havre un à zéro, but de Roger Boli, Slavo Muslin est licencié et est remplacé par Roger Lemerre. Le club lensois gagne ensuite deux semaines plus tard contre l'AJ Auxerre un match disputé « à domicile » sur le stade Jules-Deschaseaux en raison d'une suspension de Bollaert et officialisent ensuite leur maintien en première division en dominant l'Olympique de Marseille lors de la trente-sixième journée. Finalement, le RC Lens conclut sa saison à la treizième place avec 45 points.

#### Classement final et statistiques
Le Racing Club de Lens termine le championnat à la treizième place avec 12 victoires, 9 matchs nuls et 17 défaites. Lens présente la dixième attaque avec 40 buts et la dix-septième meilleure défense avec 52 buts encaissés. Le Racing Club de Lens, quatorzième équipe à domicile avec 28 points, est treizième à l'extérieur avec 17 points. Enfin, l'affluence moyenne dans le stade Bollaert a été de 22 682 spectateurs ce qui en fait la 2e meilleure moyenne derrière celle du Paris Saint-Germain (35 302).
L'AS Monaco est qualifié directement pour la phase de groupes de la Ligue des Champions 1998-1999, le Paris Saint-Germain devant passer par le 2e tour préliminaire. Le FC Nantes, les Girondins de Bordeaux, le FC Metz et le RC Strasbourg sont quant à eux qualifiés pour les 32e de finale de la Coupe UEFA 1997-1998. L'AJ Auxerre, le SC Bastia, l'Olympique lyonnais et le Montpellier HSC participeront à la Coupe Intertoto 1997.

### Coupe de France
Le RC Lens entre en lice en Coupe de France, comme tous les clubs professionnels de première division, au niveau des trente-deuxièmes de finale. Les Lensois se déplacent le 18 janvier 1997 au stade Jacques-Raimbault de Bourges affronter le FC Bourges, pensionnaire de National 1. Les Lensois s'imposent grâce à des buts en première mi-temps de Titi Camara, Christophe Delmotte et Philippe Vercruysse.
Au tour suivant, le tirage au sort amène Lens à se déplacer à Auxerre pour y affronter l'AJA. Lors du match, aucun but n'est inscrit dans le temps réglementaire. La prolongation ne permettant pas aux deux équipes de se départager, la décision se fait aux tirs au but. Auxerre élimine Lens 5 tirs marqués contre 4.

### Coupe de la Ligue
La Coupe de la Ligue 1996-1997 démarre pour le Racing Club de Lens en seizièmes de finale, comme les autres clubs de division 1, les équipes d'un niveau inférieur passant par des tours préliminaires.
Le tirage au sort des seizièmes de finale amène Lens à se déplacer à Niort pour rencontrer les Chamois niortais. Les Lensois s'imposent deux buts à zéro grâce à un doublé en deuxième mi-temps de Marc-Vivien Foé. Au tour suivant, Lens se déplace à nouveau, cette fois pour affronter le SC Toulon. Comme à Niort, Lens s'impose un à zéro grâce à Philippe Vercruysse. En quart de finale, Lens reçoit l'AS Monaco qui se qualifie un à zéro sur un but de Victor Ikpeba dès la deuxième minute de jeu.

### Coupe de l'UEFA
La Coupe de l'UEFA met aux prises chaque année sous forme de matchs aller-retour à élimination directe des équipes issues de l'ensemble des pays membres de l'UEFA selon une répartition effectuée à chaque tour par tirage au sort. Le Racing Club de Lens s'est qualifié pour l'édition 1996-1997 grâce à sa cinquième place en championnat la saison précédente.
Le tirage au sort amène Lens à recevoir en trente-deuxième de finale la Lazio, dix-neuf ans après une première confrontation qui s'était soldée par une qualification lensoise. Le premier match, disputé au Stade Félix-Bollaert le 10 septembre, est remporté par la Lazio, réduite à 10 au bout d'une demi-heure de jeu, un but à zéro grâce à José Chamot. Deux semaines plus tard, le match retour se solde par un nul un partout, Vladimír Šmicer égalisant pour le RC Lens en deuxième mi-temps après un but de Diego Fuser juste avant la mi-temps. Marc-Vivien Foé manque ensuite d'offrir la qualification à son équipe. Lors de ce match, Tony Vairelles est victime d'une fracture du tibia droit.

## Joueurs et encadrement technique

### Encadrement technique
L'entraîneur du club en début de saison est Slavo Muslin. En raison de mauvais résultats, il est remplacé en cours de saison par un ancien joueur du club devenu entraîneur, Roger Lemerre. Celui-ci est assisté d'un autre ancien joueur du club, initialement entraîneur de l'équipe réserve et responsable de la formation, Daniel Leclercq,. Pendant les matchs à domicile, Lemerre et Leclercq n'assistent pas aux rencontres ensemble : Leclercq se situe plus en hauteur dans les échafaudages d'une tribune du stade Bollaert en travaux pour la Coupe du monde 1998, ce qui lui permet d'avoir une vue différente du terrain et de compléter le discours de Lemerre aux joueurs à la mi-temps. Il peut également donner des consignes aux joueurs depuis ce point de vue.

## Éléments économiques, financiers et juridiques
Le budget du Racing Club de Lens s'élève pour cette saison à 110 millions de francs voire plus selon les résultats du club dans les coupes que dispute l'équipe. Entre 270 et 280 entreprises issues de la région lensoise contribuent au financement du club. Le principal sponsor maillot du club est Shopi. Cette saison, le club a un nouvel équipementier, Umbro, qui s'engage pour cinq ans. Serge Doré, membre de la direction du club, met en parallèle l'arrivée de cet équipementier et la volonté du club de développer le chiffre d'affaires des produits dérivés en prenant comme référence Manchester United, également équipé par Umbro. Le merchandising s'élève à neuf millions de francs.
Le club fonctionne sur la base d'une association loi de 1901 à statuts renforcés. Le président du club, depuis le 24 août 1988, est Gervais Martel.

## Équipe réserve
L'équipe réserve du RC Lens sert de tremplin vers le groupe professionnel pour les jeunes du centre de formation mais permet également à certains joueurs non alignés avec l'équipe professionnelle d'avoir du temps de jeu. L'équipe réserve est également utilisée fréquemment par des professionnels en phase de reprise à la suite d'une blessure.
Pour la saison 1996-1997, l'équipe réserve du RC Lens, entraînée par Daniel Leclercq jusqu'en mars, évolue dans le groupe A du championnat de France de National 2, la quatrième division de football en France. Lens B termine cette saison à la sixième place, juste devant la réserve du LOSC. La réserve du FC Metz, premier de ce groupe A, remporte le titre national en fin de saison.